# Compendium voor de Leefomgeving
Het Compendium voor de Leefomgeving is een website met feiten en cijfers over milieu, natuur en ruimte in Nederland. Het is een uitgave het Centraal Bureau voor de Statistiek (CBS), Planbureau voor de Leefomgeving (PBL), het Rijksinstituut voor Volksgezondheid en Milieu (RIVM) en Wageningen University & Research (Wageningen UR). Het ontstond in 2009 door de samenvoeging van de websites Milieu- en Natuurcompendium en Monitor Nota Ruimte en is bedoeld voor deskundigen op het gebied van milieu, natuur en ruimte alsook geïnteresseerde burgers.

## Doelstelling
De doelstelling van het Compendium voor de Leefomgeving is het beschikbaar maken van wetenschappelijk onderbouwde feiten en cijfers ter ondersteuning van de maatschappelijke discussie en keuzes op het gebied van milieu, natuur en ruimte.

## Inhoud
De informatie in het Compendium voor de Leefomgeving is representatief voor de belangrijkste processen in het milieu en de natuur en ruimte in Nederland en het beleid op dat gebied. Onderwerpen lopen uiteen van afvalproblematiek tot klimaatverandering en van biodiversiteit tot bodemverontreiniging. Het schaalniveau van de informatie is veelal nationaal. In enkele gevallen ook sub- of supranationaal, als dit een meerwaarde heeft voor besluitvorming op nationaal niveau. 
De informatie wordt gepresenteerd in de vorm van indicatoren: ruwe meetgegevens samengevat tot relevante, betekenisvolle informatie. De indicatoren tonen trends en ruimtelijke beelden, en vergelijken deze met (beleids)doelen, referenties, kritische niveaus, benchmarks en dergelijke. Bij elke indicator wordt een korte hoofdboodschap gepresenteerd, gevolgd door verdere wetenschappelijke, beleidsmatige en technische toelichting. 
De indicatoren in het Compendium voor de Leefomgeving zijn wetenschappelijk onderbouwd en doorlopen een toetsingsproces alvorens te worden gepubliceerd. De gebruiker kan zich via een technische toelichting en links naar referenties op de hoogte stellen van de totstandkoming van elke indicator.
Het compendium bevat geen evaluaties van het beleid. Wél worden soms feiten en cijfers opgenomen die een nieuw milieu- of natuurprobleem signaleren, waarvoor (nog) geen beleid bestaat.

## Informatiestructuur
Het compendium is geordend in een dertigtal hoofdonderwerpen, die op hun beurt zijn onderverdeeld in beleidsrelevante dossiers. Daarin bevinden zich de ruim vijfhonderd indicatoren. Een indicator kan deel uitmaken van meerdere onderwerpen en dossiers, en dus via meerdere ingangen worden gevonden. Een voorbeeld is de indicator ‘Nutriëntenoverschot in de landbouw’, die zowel in het onderwerp ‘Bodem en grondwater’ wordt gevonden, als in het onderwerp ‘Landbouw’. 
Tekst, figuren en onderliggende cijfers zijn vrij beschikbaar en kunnen worden gedownload. Via links worden dwarsverbanden gelegd naar gerelateerde informatie, zowel binnen als buiten het compendium.

## Databronnen
PBL, CBS, RIVM en WUR ontsluiten in het compendium gegevens die zij zelf (mede) beheren, bijvoorbeeld van de Emissieregistratie en het Netwerk Ecologische Monitoring. Daarnaast worden grote hoeveelheden gegevens beschikbaar gemaakt van derden zoals het Dienst Landelijk Gebied, SenterNovem, de specialistische diensten van Rijkswaterstaat en vele anderen.

## Geschiedenis
- 1999: Eerste uitgave Milieucompendium in boekvorm
- 2000: Publicatie website Milieucompendium
- 2001: Eerste uitgave Natuurcompendium in boekvorm
- 2003: Publicatie website Natuurcompendium
- 2004: Tweede uitgave Milieucompendium in boekvorm
- 2004: Publicatie gecombineerde website Milieu- en Natuurcompendium
- 2007: Publicatie vernieuwde website Milieu- en Natuurcompendium, met volledige integratie van milieu en natuur
- 2009: Publicatie vernieuwde website Compendium voor de Leefomgeving. Toevoegen van het onderdeel ruimte
- 2016: Lancering van vernieuwde website